# A kalóz (opera, Bellini)
A kalóz Vincenzo Bellini 1827. október 27-én Milánóban, a Teatro alla Scalában bemutatott kétfelvonásos operája. Ez az opera hozta meg szerzőjének az európai hírnevet.

## Az opera története
Bellini harmadik operája volt az első, amelynek a szövegkönyvét Felice Romani írta (korábban már dolgoztak együtt a Bianca és Fernando átdolgozása során). Ezzel kezdetét vette az olasz operatörténet egyik legfontosabb együttműködése. Az ősbemutatón a főszerepet Giovanni Rubini énekelte, később a bécsi bemutatón is ő és felesége Adelaide Comelli-Rubini vitték sikerre a művet 1828-ban, de Nápolyban is a Rubini házaspárral mutatták be a darabot, sőt, az 1832-es párizsi és New York-i premieren is Rubini énekelte a férfi főszerepet. A darabot Bellini életében még előadták Londonban is, de utána hamar feledésbe merült. 
Az operát 1935-ben, Bellini halálának centenáriumi évében, Tullio Serafin vezényletével és  Beniamino Gigli főszereplésével ismét bemutatták. 1951-ben a zeneszerző szülővárosában, Cataniában újították fel a művet, de igazi újrafelfedezése Maria Callas érdeme volt. Ő először koncertelőadások keretein belül énekelte az opera női főszerepét a Carnegie Hallban, majd lemezfelvételt is készített belőle. Azóta a darabnak több felvétele is kiadásra került, és több fesztivál is műsorra tűzte. A darabot, a terjedelme miatt, általában nagyobb húzásokkal szokták játszani.

## Az opera szereplői
| Szereplő                                              | Hangfekvés                |
| ----------------------------------------------------- | ------------------------- |
| Gualtiero, egykor Montalto grófja, most kalózkapitány | tenor                     |
| Ernesto, Caldoria hercege                             | bariton                   |
| Imogene, Gualtiero egykori szerelme, Ernesto felesége | szoprán                   |
| Goffredo, remete, egykor Gualtiero házitanítója       | basszus                   |
| Itulbo, Gualtiero bizalmasa                           | tenor                     |
| Adele, udvarhölgy                                     | szoprán vagy mezzoszoprán |

- Történik: 1260 körül Szicíliában, Caldora vidékén

## Az opera cselekménye

### I. felvonás
Gualtierót politikai és szerelmi riválisa, Ernesto, koholt vádakkal száműzte. A gróf földönfutóvá vált, majd kalóznak állt. Gualtiero hajója az opera kezdetén nagy viharba keveredett, és olyan partszakaszon vetődött partra, ahol Ernesto az úr. Miután a legénységével partra szállt, Gualtiero találkozik egy öreg remetével, akiben egykori házitanítójára ismer. Ő meséli el neki, hogy egykori szerelme, Imogene, Ernesto felesége lett. A lány apját addig gyötörték a börtönben, amíg lánya szabadulása fejében bele nem egyezett a házasságba. Amikor Imogene tudomást szerez a hajótöröttekről, utasítást ad, hogy gondoskodjanak a túlélőkről. Nem tudja, hogy kik a hajótöröttek, de balsejtelem gyötri. Álmában egy vérző, haldokló harcost látott, aki a fejére olvasta, hogy ő a felelős a haláláért. Mikor a hercegnővé lett, Imogene és Gualtiero újra találkoznak, ismét fellángol közöttük a régi szerelem. Gualtiero kéri a hercegnőt, hogy szökjön el vele, de Imogene nem tudja elhagyni a családját.

### II. felvonás
Ernesto fáradtan tér haza a kalózokkal vívott harcból. Gyanakodva veszi tudomásul, hogy házában hajótörötteket szállásoltak el. Amikor rájuk nyit, felesége és Gueltiero éppen a kiszámíthatatlan sorsról elmélkednek. Ernesto rögtön felismeri egykori riválisát. A két férfi párbajozni kezd, a szerencse pedig Gueltierónak kedvez, Ernesto meghal. A kalózkapitányt elfogják, és a lovagok bírósága halálra ítéli. Imogene pedig megőrül: újra látja a baljós álmot, és ekkor már tudja, hogy a haldokló férfi a férje volt.
- Megjegyzés: az opera befejezését Bellini később átírta. Eszerint a lovagok el akarják hurcolni Gueltierót, de a kalózai kiszabadítják vezérüket. A férfi ezután még egyszer felkeresi szerelmét, aki ismét megtagadja kérését. A kalózvezér szerelme nélkül képtelen tovább élni, ezért egy hídról a habok közé veti magát. Amikor ezt megtudja, Imogene összeomlik. Bellini jobban szerette az eredeti befejezést.

## Az opera zenéje
Bellini teljes mértékben kiaknázta a Rubini újszerű énektechnikájában rejlő lehetőségeket, és olyan operát alkotott, amelyben a szövegkönyvíró költői érzéke a legmesszebbmenőkig meghatározza a zene formáját. A melodika precízen követi a szöveg ritmusát, ez a megoldás bámulatos kifejezőerőt kölcsönöz neki. A zeneszerző az egyes szavak vagy a frázisok karaktere által jut minden eddiginél mélyebbre a jellemábrázolásban. Bellini a kórust is minden eddiginél nagyobb szerepkörrel ruházta fel, amely segít szoros drámai egységbe fogni a történteket. Emellett a hangszeres szólistákra is jóval nagyobb feladat hárul, mint az előző két Bellini-operában. A zeneszerző ebben a művében kezdte megtalálni egyéni, személyes hangját. A kalóz az olasz romantikus opera prototípusa lett. A happy end elutasítása, a hősnő megőrülése Bellini és Romani olyan újításai voltak, amelyek alapvetően határozták meg a hasonló témájú operák végkifejletét.

## Hangfelvételek
Alább a mű legtejesebb felvételét ismertetjük. Ezenkívül számos kiadásban hozzáférhető a Callassal készült előadás-felvétel (jóval több húzással, technikailag sajnos nem kifogástalan minőségben) és a Caballéval készült másik felvétel is (szintén élő előadás-felvétel, jelentősebb húzásokkal).
- Ernesto – Piero Cappuccilli, Imogene – Montserrat Caballé, Gualtiero – Nernabé Marti, Goffredo – Ruggiero Raimondi, Itulbo – Giuseppe Baratti. Közreműködik: a RAI ének- és zenekara. Vezényel: Gianandrea Gavazzeni. A felvétel helye és ideje: Róma, RAI, 1970. A kiadás éve: 1992. EMI CMS 7 64169 2 Stero 2 CD ADD